# Торжок

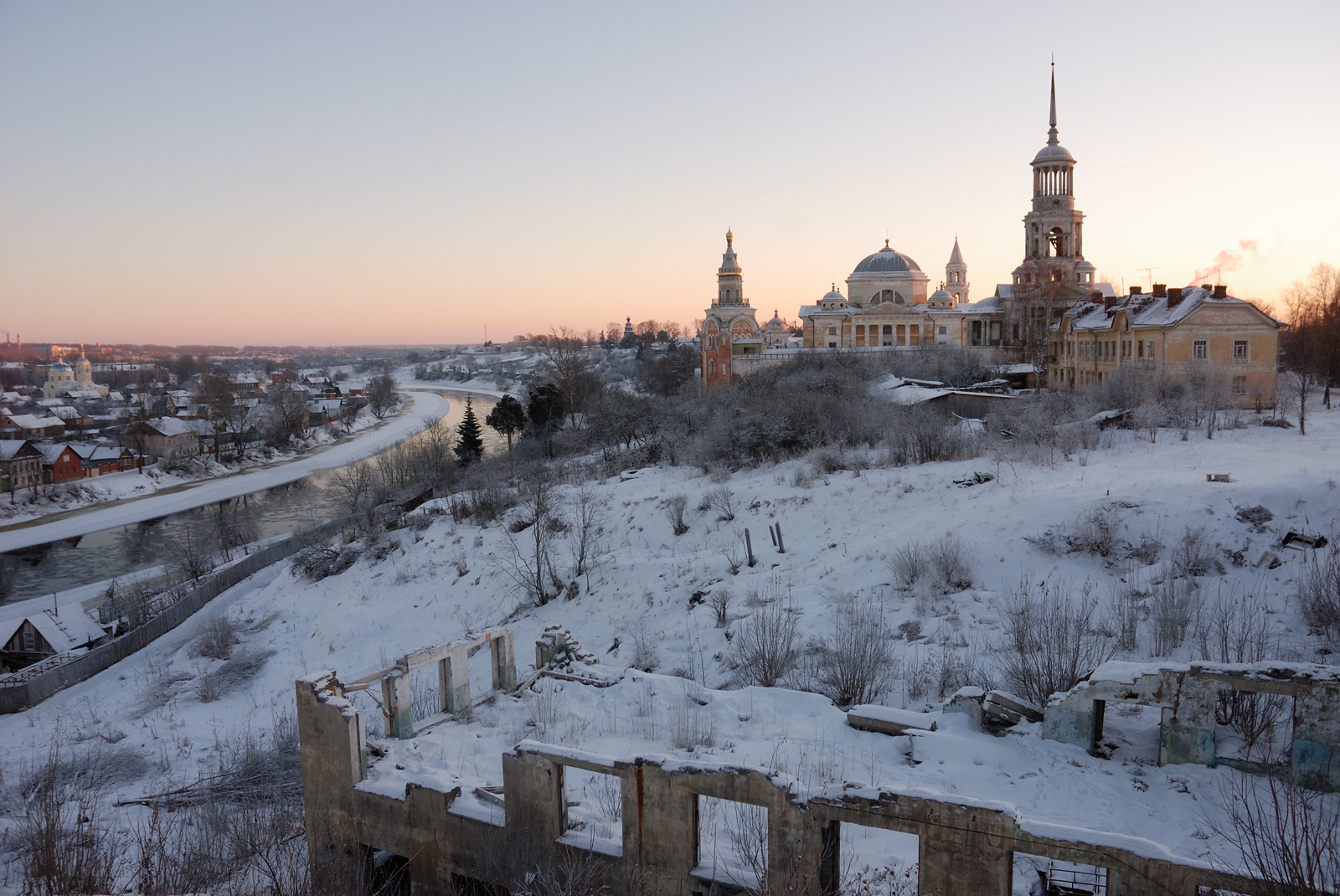
Комплекс Борисоглібського монастиря, м. Торжок.

Торжок — місто обласного підпорядкування в Росії; центр Торжоцького району Тверської області Російської федерації. Розташований на р. Тверца (притока Волги), на шосе Москва — Санкт Петербург, за 60 км на захід від Твері. Вузол залізничних ліній на Ржев, Лихославль, Соблаго.
Населення — 47,6 тис. жителів (2008).

## Історія
Відомий з 1139. Був центром волості в Новгородській феодальній республіці. Знаходився в Деревській п'ятині. У 1238 зруйнований монголо-татарами. З 1478 в Московській державі. На початку 17 століття розорявся поляками. З 1708 в Інгерманландській, з 1727 в Новгородській губернії. З 1775 центр повіту намісництва Тверського (з 1796 — губернії). Радянська влада встановлена 27 жовтня (9 листопада) 1917.

## Торжок у 1910 році, фотоС.М.Прокудіна-Горського

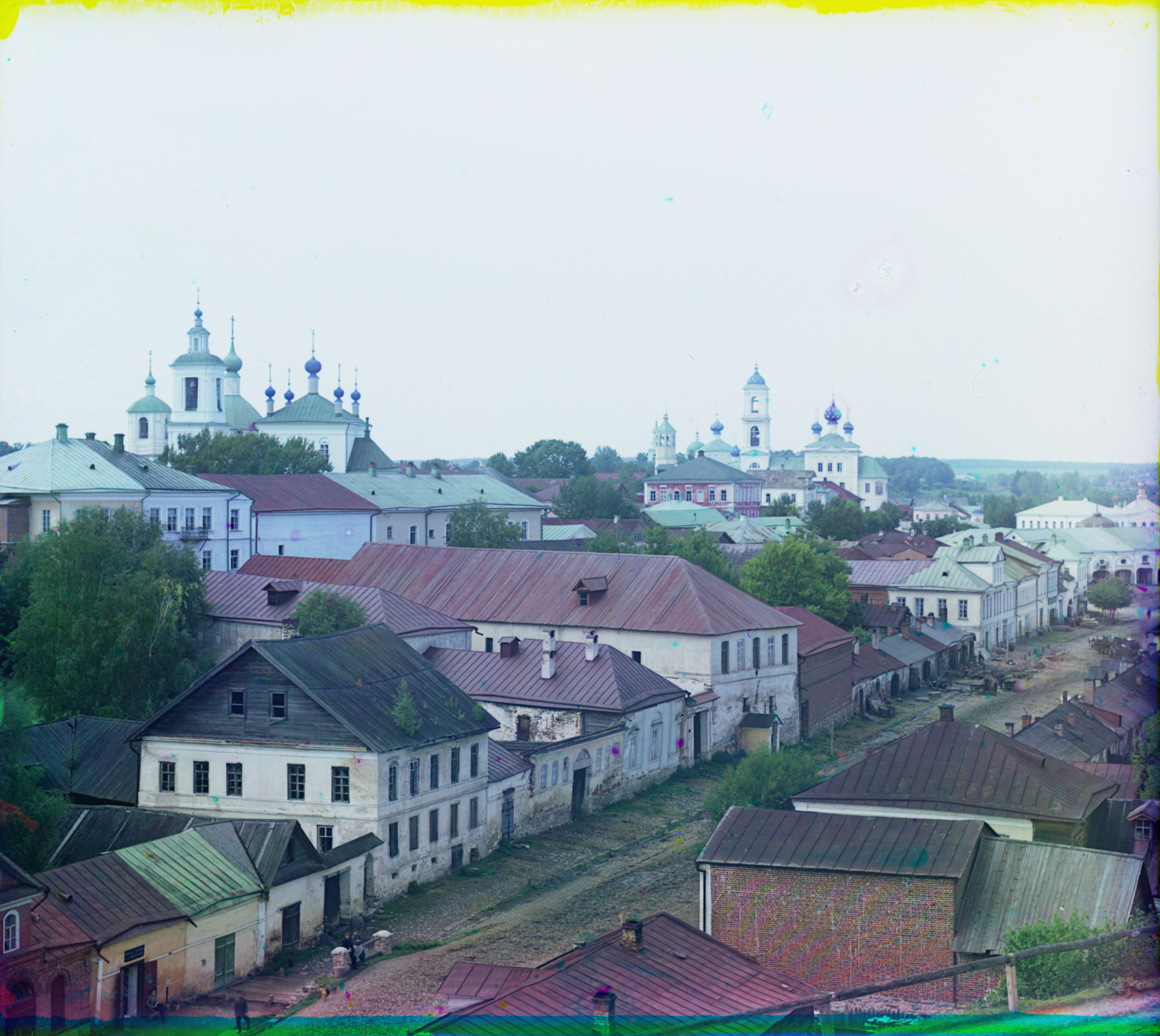
Вид на місто з фортечного валу
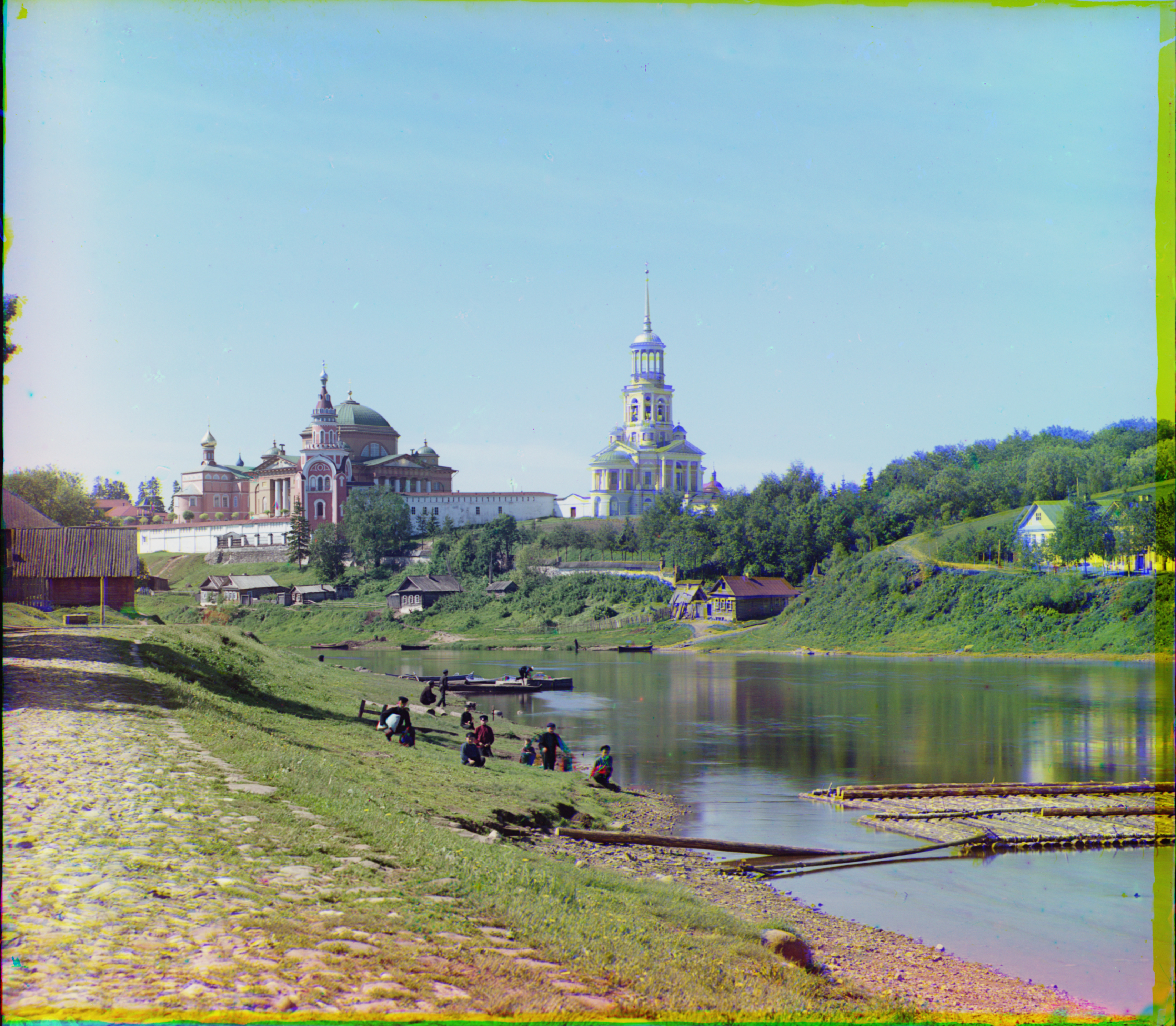
Вид на Борисоглібський монастир
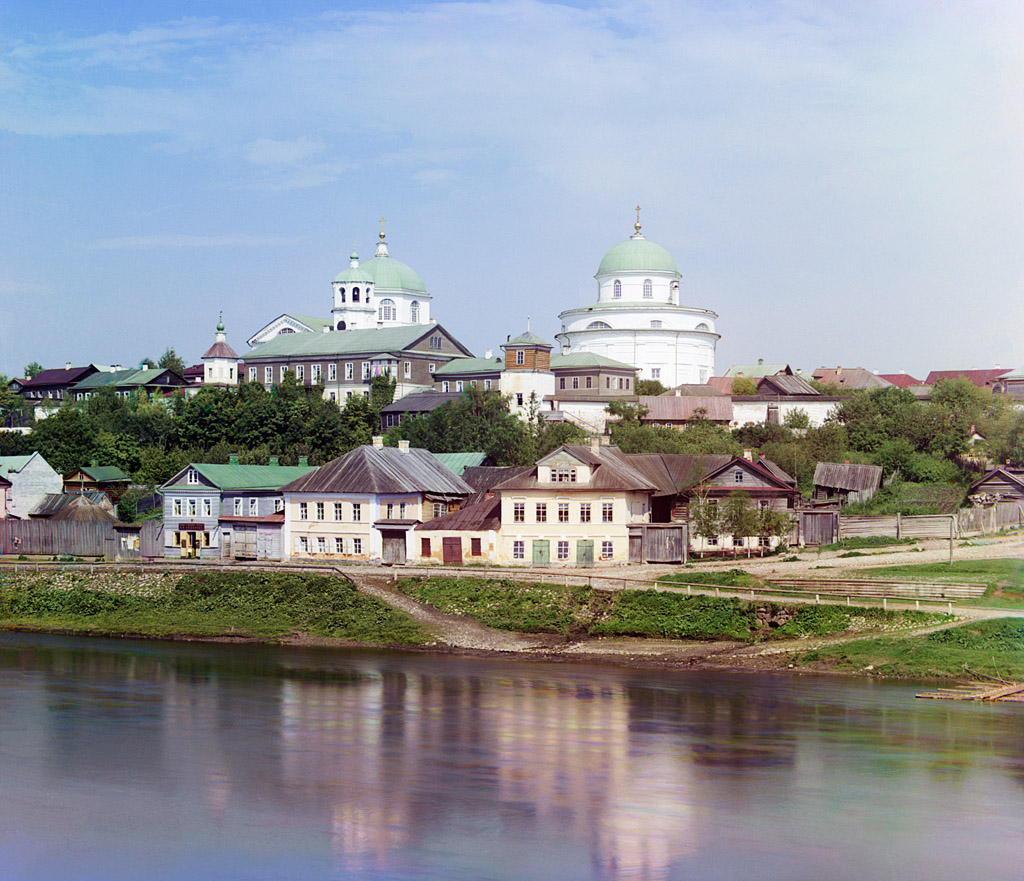
Вид на Воскресенський жіночий монастир
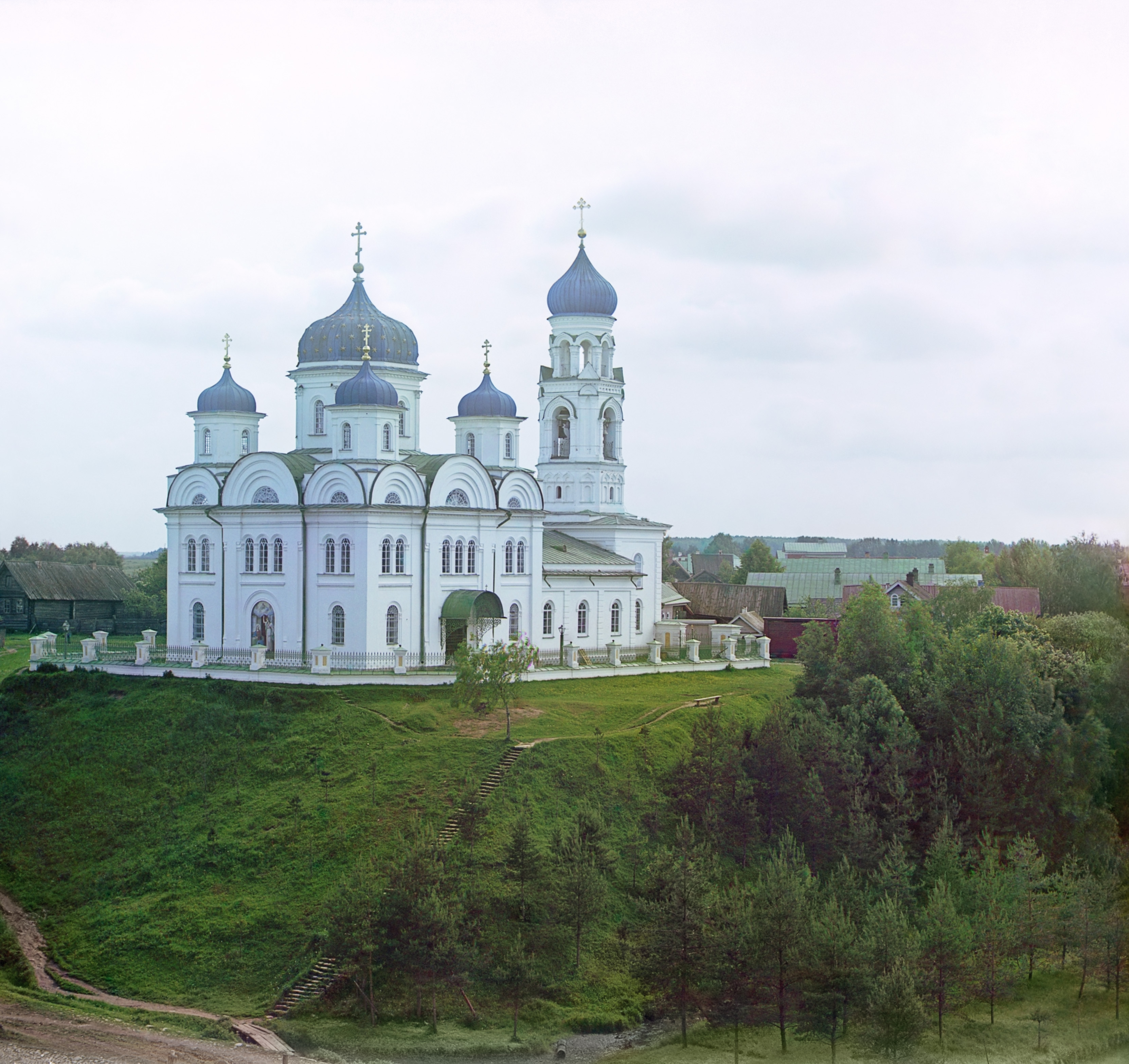
Церква Михайла Архангела

## Господарсько-наукова інфраструктура
Заводи: вагонобудівний, поліграфічних фарб, механічний, шкіряний деревообробний, маслосирозавод; взуттєва фабрика, об'єднання «Протипожежна техніка». Старовинне золотошвейне ремесло (див. Торжокськоє золоте шиття), філія: об'єднання узори «Калінінськіє». Всесоюзний науково-дослідний інститут льону. Політехнікум, індустріально-педагогічний технікум, педагогічне училище. Музей А. С. Пушкіна (поет часто проїздом зупинявся в Торжку).

## Військові установи
На території Торжка розташований 344-й Центр бойового застосування та переучування льотного складу армійської авіації. До його складу входить 696-й інструкторський випробувальний гелікоптерний полк.

## Пам'ятники архітектури
- Дерев'яна церква Вознесіння (XVII ст.)
- Комплекс Борісоглебського монастиря [собор (1785—1796, архітектор Н. А. Львов), дзвіниця (1894, архітектор Ананьін) — класицизм; настоятельський корпус (1714), церкви XVII—XVIII (століття)]
- Спасо-Преображенський собор (1822)
- Шляховий палац (кінець XVIII ст.)
- Житлові будинки в стилі класицизму.

## Відомі люди
У цьому місті народились:
- Бакунін Михайло Олександрович — російський революціонер і філософ, теоретик анархо-колективізму.
- Семенов Олександр Михайлович — радянський живописець-пейзажист, що здобув популярність, як майстер міського пейзажу.

## Клімат
| Клімат Торжка           | Клімат Торжка | Клімат Торжка | Клімат Торжка | Клімат Торжка | Клімат Торжка | Клімат Торжка | Клімат Торжка | Клімат Торжка | Клімат Торжка | Клімат Торжка | Клімат Торжка | Клімат Торжка | Клімат Торжка |
| Показник                | Січ.          | Лют.          | Бер.          | Квіт.         | Трав.         | Черв.         | Лип.          | Серп.         | Вер.          | Жовт.         | Лист.         | Груд.         | Рік           |
| Абсолютний максимум, °C | 5             | 6             | 16            | 27            | 30            | 20            | 34            | 35            | 31            | 23            | 15            | 9             | 35            |
| Середній максимум, °C   | −6            | −4,9          | 1,4           | 9,8           | 17            | 21            | 23,1          | 20,9          | 14,7          | 7,6           | 0,5           | −3,8          | 8,4           |
| Середня температура, °C | −8,8          | −8,5          | −2,6          | 5             | 11,6          | 15,7          | 17,8          | 15,7          | 10,1          | 4,4           | −1,7          | −6,2          | 4,4           |
| Середній мінімум, °C    | −12,4         | −12,7         | −7            | 0,1           | 5,7           | 9,9           | 12,2          | 10,6          | 5,7           | 1,2           | −4,1          | −9,1          | 0             |
| Абсолютний мінімум, °C  | −48           | −38           | −33           | −23           | −7            | 3             | 4             | 0             | −6            | −16           | −29           | −44           | −48           |
| Норма опадів, мм        | 35            | 33            | 30            | 36            | 63            | 78            | 78            | 68            | 52            | 52            | 44            | 41            | 610           |
| ----------------------- | ------------- | ------------- | ------------- | ------------- | ------------- | ------------- | ------------- | ------------- | ------------- | ------------- | ------------- | ------------- | ------------- |
| Джерело: MSN Weather    |               |               |               |               |               |               |               |               |               |               |               |               |               |

## Галерея

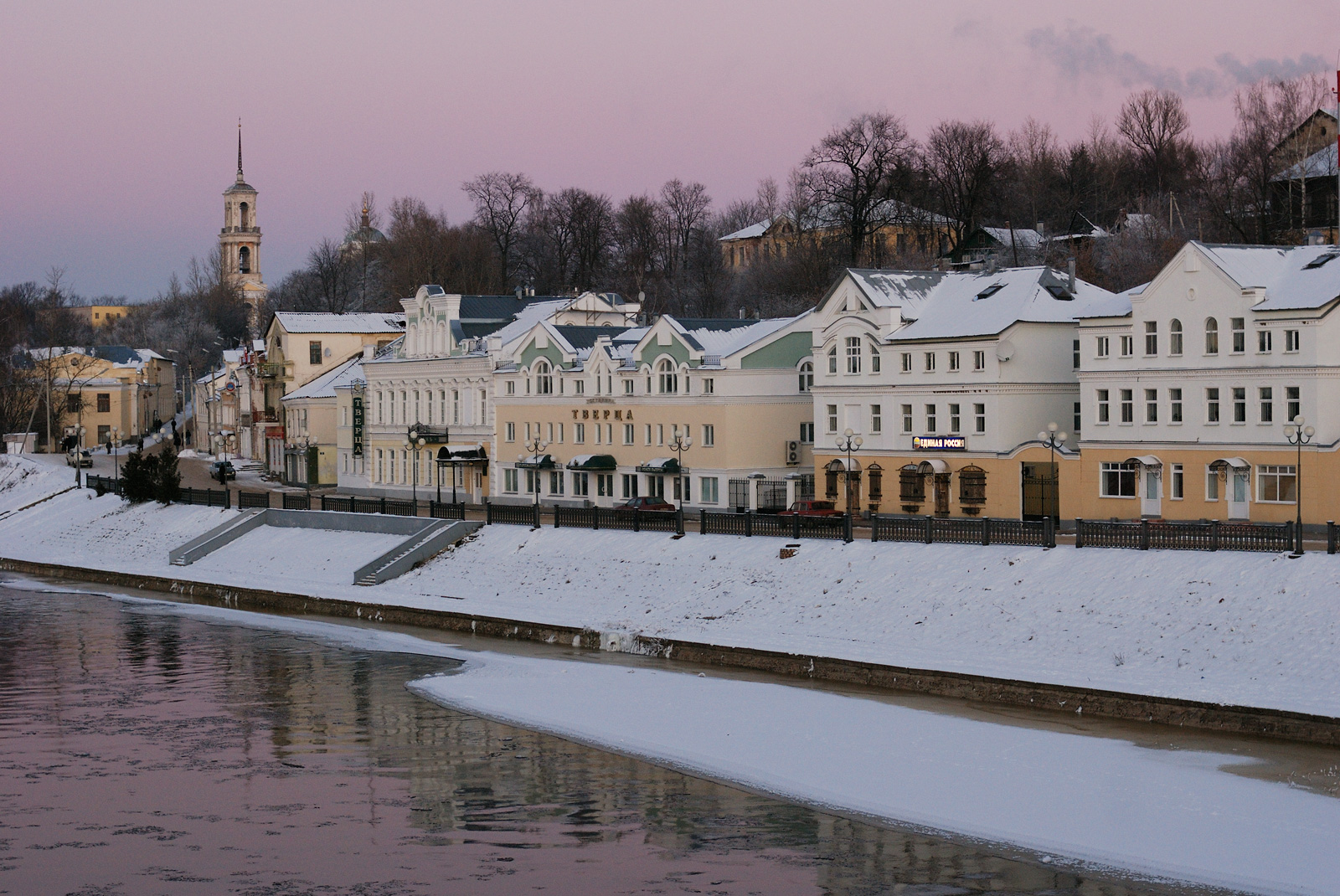
Тверецька набережна
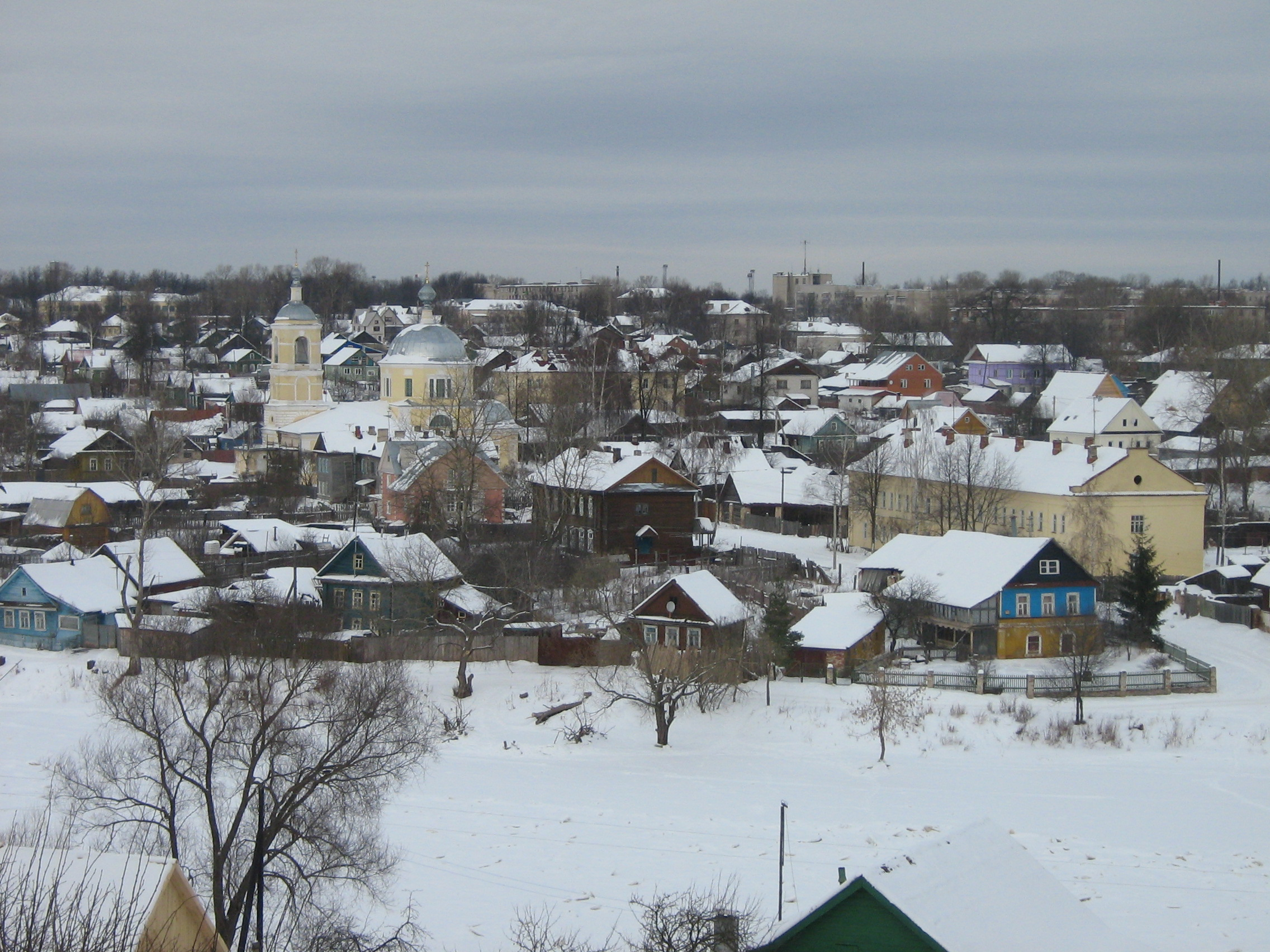
Торжок взимку
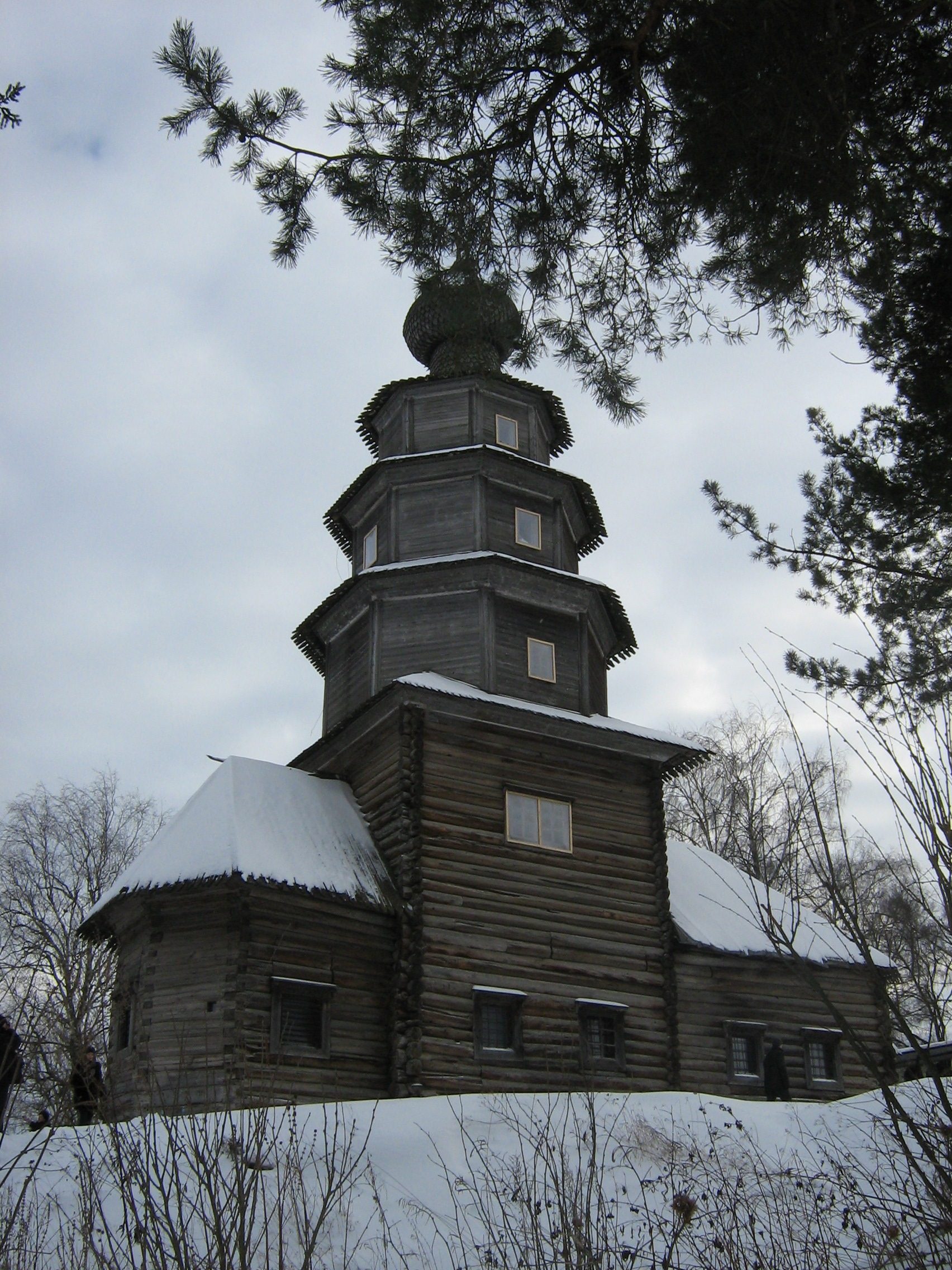
Дерев'яна церква 1717 року
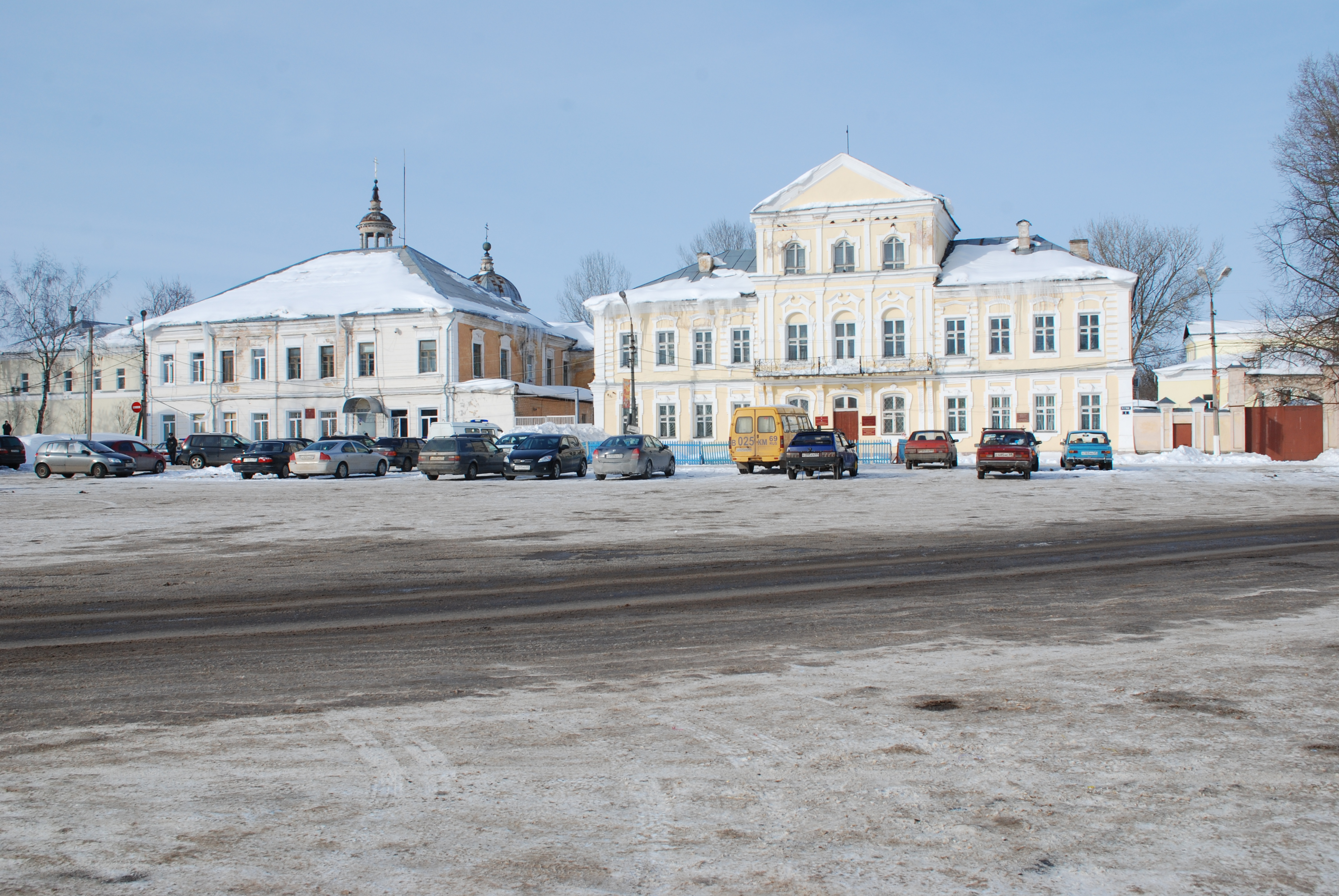
Колишній магістрат